# Ma Văn Kháng
Ma Văn Kháng (* 1. Dezember 1936 in Kim Lien, Nghệ An) ist ein vietnamesischer Schriftsteller. Sein Geburtsname ist Đinh Trọng Đoàn.
Mit 13 Jahren begann er seinen Dienst in der Vietnamesischen Volksarmee im Kampf gegen die französische Kolonialmacht. Nach einem Literaturstudium an der Pädagogischen Universität Hanoi wurde er Direktor einer Oberschule in der Provinz Lào Cai. Ab 1976 war er Chefredakteur des Arbeiterverlags und Leiter der Auslandsliteratursektion des vietnamesischen Schriftstellerverbandes.
Ma Văn Kháng hat in Vietnam seit Ende der 1970er Jahre über zehn Romane und mehrere Kurzgeschichtensammlungen herausgebracht. Für Mùa lá rụng trong vườn (1986, dt. „Ein Garten zur Zeit der fallenden Blätter“) gewann er den Preis des vietnamesischen Schriftstellerverbandes für den „besten Roman“. Als „beste Kurzgeschichtensammlung“ wurde 1995 sein Trăng soi sân nhỏ (dt. „Mondlicht auf dem kleinen Hof“) prämiert. 1998 wurde er mit dem S.E.A. Write Award ausgezeichnet.